# اعتصاب (فیلم ۱۹۲۵)
اعتصاب (روسی: Стачка) یک فیلم صامت به کارگردانی سرگئی آیزنشتاین است که در سال ۱۹۲۵ منتشر شد. از بازیگران آن می‌توان به الکساندر آنتونف اشاره کرد. این فیلم، که اولین فیلم کارگردان است و پیش از رزم‌ناو پوتمکین ساخته شده، به اعتصاب کارگران کارخانه‌ها در امپراتوری روسیه مربوط به سال ۱۹۰۳ می‌پردازد.